# St. Bartholomäus (Berlin)

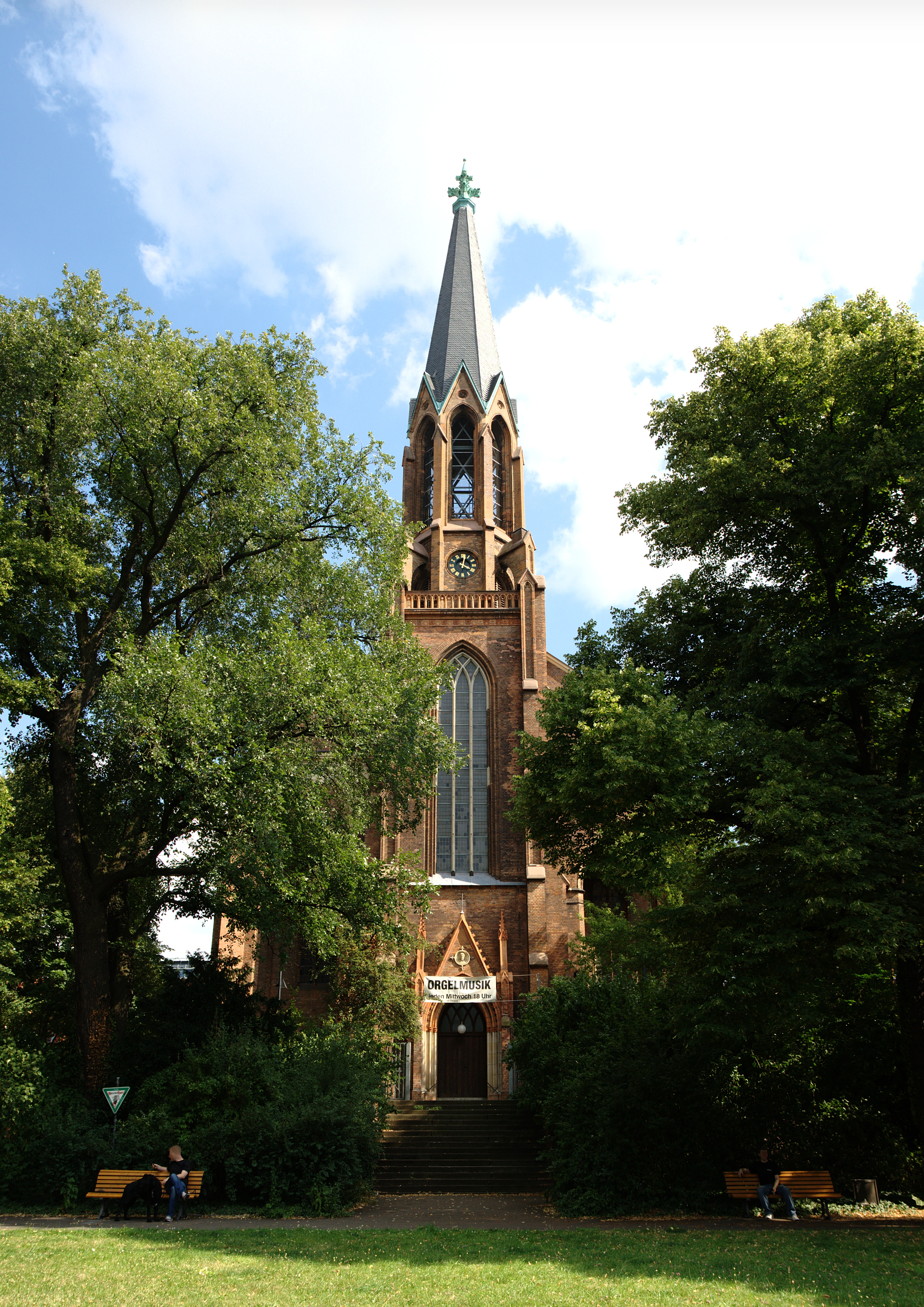
St.-Bartholomäus-Kirche von der Otto-Braun-Straße gesehen

Die evangelische St.-Bartholomäus-Kirche ist eine denkmalgeschützte neugotische Hallenkirche aus der Mitte des 19. Jahrhunderts, die sich an der Friedenstraße 1 Ecke Otto-Braun-Straße, gegenüber dem Eingang zum Volkspark Friedrichshain im Berliner Ortsteil Friedrichshain befindet. Die Bartholomäusgemeinde bildet gemeinsam mit der Advent-Zachäus-Kirchgemeinde die Evangelische Kirchgemeinde Am Friedrichshain im Kirchenkreis Berlin Stadtmitte.

## Baugeschichte
Ein Kirchenneubau in der Königstadt war notwendig geworden, nachdem im Jahr 1854 die Parochie der Kirche am Königstor – die zukünftige Bartholomäusgemeinde – von der Gemeinde der St. Georgenkirche abgetrennt worden war. König Friedrich Wilhelm IV. persönlich übernahm das Patronat zum Bau der Kirche und stiftete eine ansehnliche Geldsumme.
Auf dem früheren Weinberg am Königstor nordöstlich des Alexanderplatzes entstand, fünf Meter über der Straße, in den Jahren 1854 bis 1858 die nach St. Bartholomäus benannte Kirche. Bei dem Kirchengebäude handelt es sich um einen dreischiffigen Backsteinbau in gotisierenden Formen nach einem von Baumeister Friedrich Adler überarbeiteten Typenentwurf von Friedrich August Stüler. Die Kirche wurde am 13. Oktober 1858 unter Teilnahme des späteren Kaisers Wilhelm I. eingeweiht. 1860 erhielt die Kirche eine Orgel von Carl August Buchholz mit 23 Registern auf zwei Manualen und Pedal.

Stempel der Friedensbibliothek, um 1987

Im Jahr 1883 wurden Fassadenänderungen durchgeführt, statt einer Terrakottaverkleidung wurden die Mauern mit Klinkern verblendet. 1902 lieferten die Gebrüder Dinse eine neue Orgel mit 30 Registern. 1905 musste die Kirche wegen erheblicher Bauschäden grundlegend renoviert werden. Im Zweiten Weltkrieg wurde das Gebäude schwer zerstört: alle Dächer und Gewölbe waren eingestürzt und das Inventar ging verloren. Zwischen 1952 und 1957 erfolgte ein vereinfachter Wiederaufbau unter Leitung des Architekten Willi Nerger, der die Dachaufbauten unter einem flacheren Satteldach vereinigte. Der Innenraum erhielt eine Flachdecke und wirkt, von den Spitzbogenfenstern abgesehen, eher neoklassizistisch. In unter den Emporen abgetrennten Raumzonen waren zwischen 1984 und 2000 die „Friedensbibliothek/Antikriegsmuseum“ der evangelischen Kirche untergebracht.

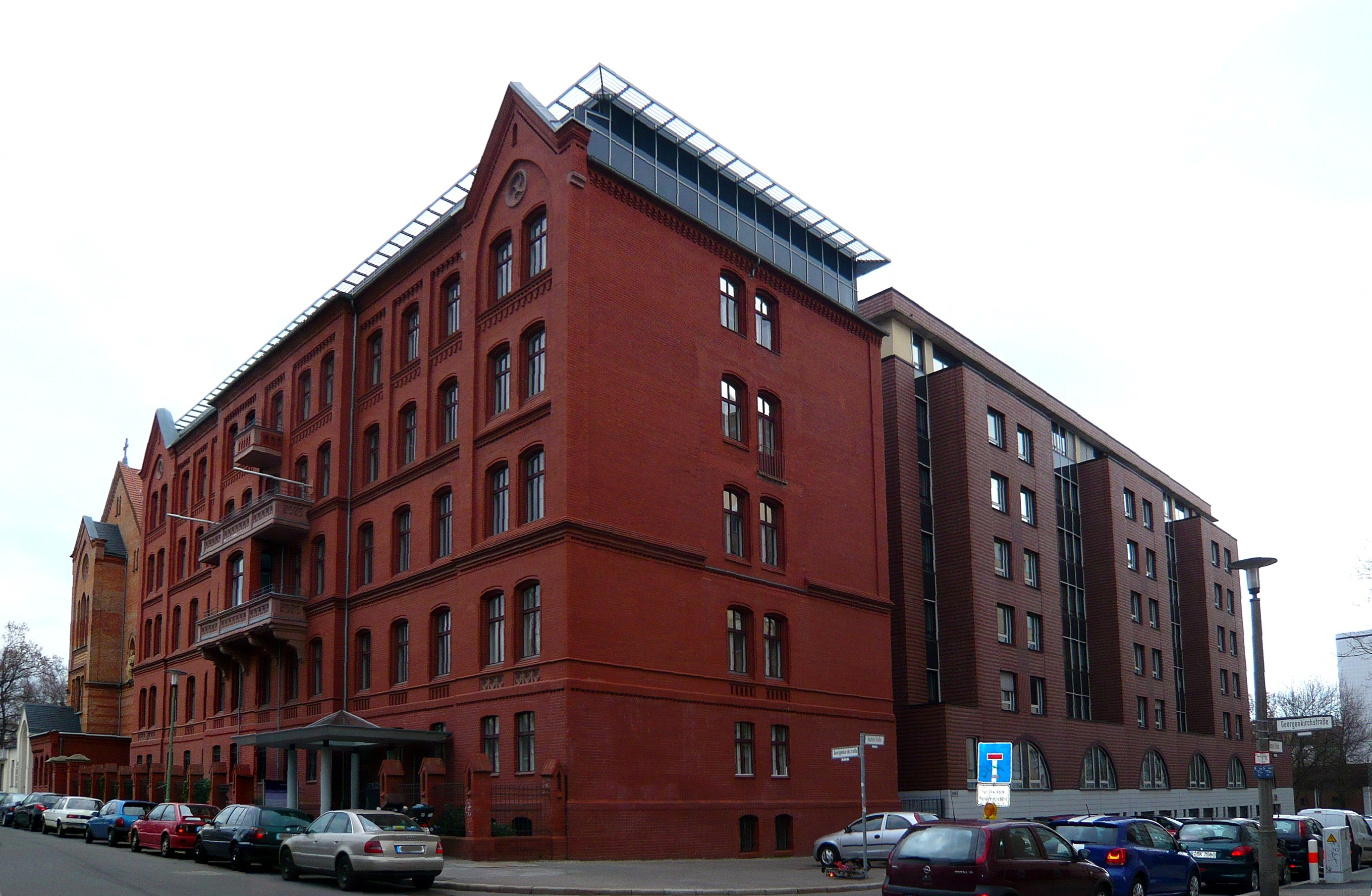
Evangelisches Zentrum, hinten links: Missionshaus

Im Rahmen der Errichtung eines Evangelischen Zentrums der Evangelischen Kirche Berlin-Brandenburg-schlesische Oberlausitz (EKBO) als Sitz des Berliner Konsistoriums auf dem Gelände der Berliner Missionsgesellschaft an der Georgenkirchstraße erfolgte in den Jahren 1997 bis 2000 unter Dieter Ketterer eine grundlegende Instandsetzung und Restaurierung der Kirche, als deren „krönender Abschluss“ drei neue Bronzeglocken und eine Kirchturmuhr beschafft wurden. Im Februar 2000 wurde das Evangelische Zentrum bezogen.
Heute dient die St.-Bartholomäuskirche als Gotteshaus für die Evangelische Kirchengemeinde Am Friedrichshain. Zusätzlich finden hier die Tagungen der Landessynode Berlin-Brandenburg-schlesische Oberlausitz sowie andere kirchliche und kulturelle Veranstaltungen wie Orgel-, Kammermusik- und andere Konzerte  statt.
Während des 36. Deutschen Evangelischen Kirchentags 2017 diente das Bauwerk als Gastgeber und Veranstaltungsort.

## Architektur
Das dreischiffige Langhaus hatte ursprünglich drei parallele Satteldächer. An das Mittelschiff schließt sich ein fünfseitig geschlossener Chor an und zwei gleich breite Seitenschiffe. Der hohe – in den Obergeschossen achteckige – Westturm hat eine quadratische Grundform. Im Glockengeschoss befinden sich spitzbögige Öffnungen, die von einem Spitzhelm nach oben abgeschlossen werden. Zwei hohe, offene Vorhallen flankieren den unteren Turmeingang. Da das Gotteshaus auf einem Hügel steht, nutzte Stüler die Geländedifferenzen für eine Treppenanlage, die zu einer dreigeteilten Kircheingangshalle führt.

## Ausstattung

### Altar

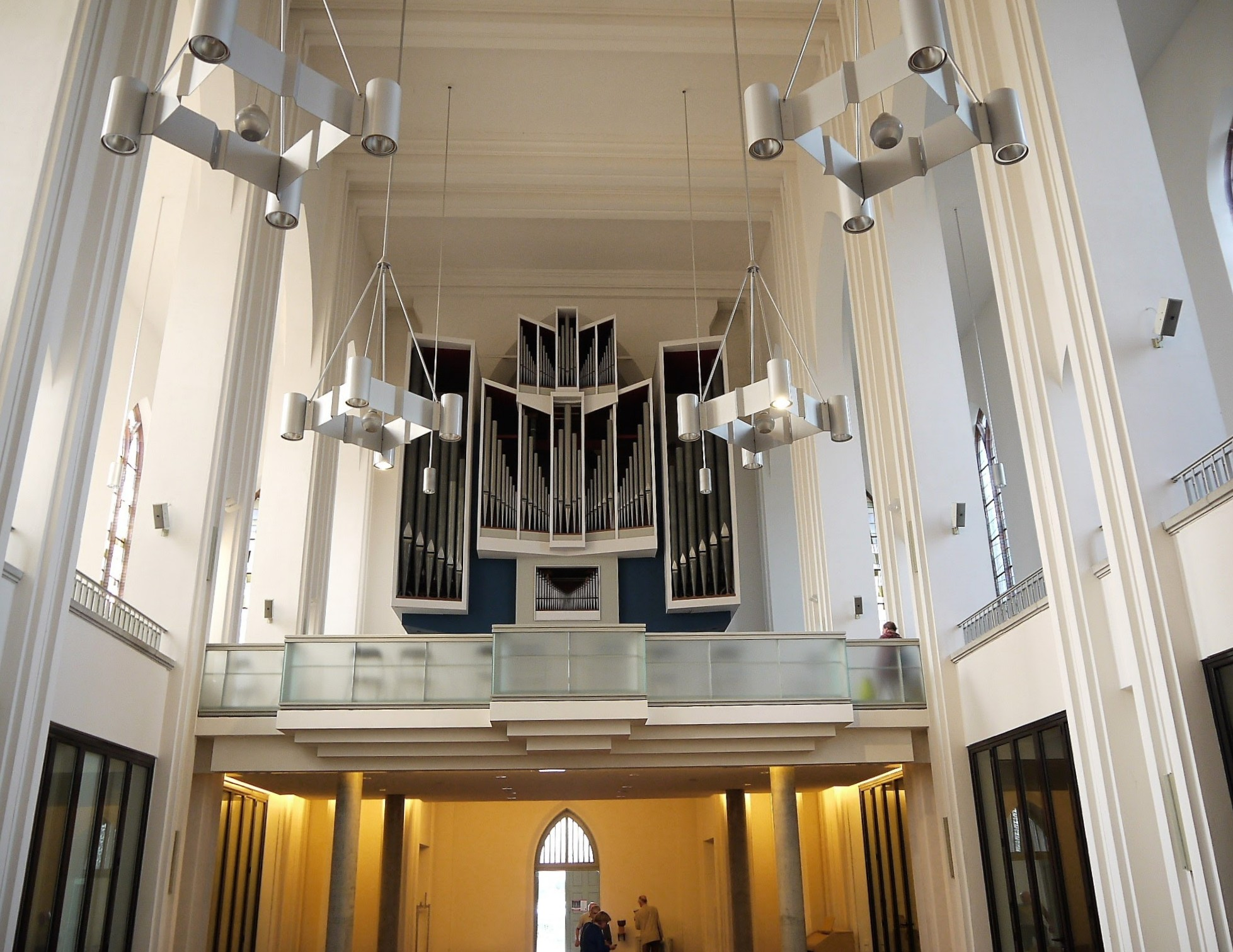
Innenraum, Blick zur Orgel, 2018

Im Altarraum befinden sich drei Gemälde, die den gekreuzigten Jesus sowie die Jünger Stephanus und Bartholomäus (Nathanael) zeigen. Sie wurden von Johann Chrysanth Bollenrath 1737–1742 für die Mariengemeinde angefertigt, ebenso wie ein weiteres Ölgemälde, das die Kreuzabnahme darstellt.
Das Altarfenster stammt von Gerhard Olbrich aus dem Jahr 1957. Es zeigt eine Szene aus dem 4. Kapitel der Offenbarung des Johannes.

### Orgel
Bei der Orgel handelt es sich um ein Werk von Hans-Joachim Schuke (Potsdam), das am 31. Oktober 1965 eingeweiht wurde. Die Disposition lautet:
| I Hauptwerk C–g3 |             |        |
| 01.              | Bordun      | 16′    |
| 02.              | Principal   | 08′    |
| 03.              | Koppelflöte | 08′    |
| 04.              | Oktave      | 04′    |
| 05.              | Spitzflöte  | 04′    |
| 06.              | Nasat       | 02 ⁄3′ |
| 07.              | Oktave      | 02′    |
| 08.              | Mixtur V–VI | 02′    |
| 09.              | Scharff IV  | 01′    |
| 10.              | Trompete    | 08′    |

| II Oberwerk C–g3 |                 |         |
| 11.              | Rohrflöte       | 08′     |
| 12.              | Quintadena      | 08′     |
| 13.              | Principal       | 04′     |
| 14.              | Sesquialtera II | 02 1⁄3′ |
| 15.              | Waldflöte       | 02′     |
| 16.              | Quinte          | 01 ⁄3′  |
| 17.              | Septime         | 01 ⁄7′  |
| 18.              | Mixtur V–VII    | 02′     |
| 19.              | Dulcian         | 16′     |
|                  | Tremulant       |         |

| III Brustwerk C–g3 |             |         |
| 20.                | Holzgedackt | 08′     |
| 21.                | Rohrflöte   | 04′     |
| 22.                | Principal   | 02′     |
| 23.                | Terz        | 01 3⁄5′ |
| 24.                | Sifflöte    | 01′     |
| 25.                | Cymbel III  | 01′     |
| 26.                | Vox humana  | 08′     |
|                    | Tremulant   |         |

| Pedal C–f1 |              |     |
| 27.        | Principal    | 16′ |
| 28.        | Subbass      | 16′ |
| 29.        | Oktave       | 08′ |
| 30.        | Spitzflöte   | 08′ |
| 31.        | Oktave       | 04′ |
| 32.        | Bauernflöte  | 02′ |
| 33.        | Mixtur VI    | 02′ |
| 34.        | Posaune      | 16′ |
| 35.        | Trompete     | 08′ |
| 36.        | Feldtrompete | 04′ |

- Koppeln: II/I, III/I, I/P, II/P

### Abendmahlsgerät
Das Abendmahlsgerät aus der Erbauungszeit ist erhalten und wird für die Gottesdienste benutzt.